# لوسی کرک‌وود
لوسی اَن کرک‌وود (انگلیسی: Lucy Ann Kirkwood؛ زادهٔ اکتبر ۱۹۸۳) نویسنده، نمایشنامه‌نویس و فیلم‌نامه‌نویس اهل بریتانیا است.
وی دانش‌آموختهٔ رشتهٔ ادبیات انگلیسی در دانشگاه ادینبرو و عضو انجمن پادشاهی ادبیات انگلستان است.
از فیلم‌ها یا مجموعه‌های تلویزیونی که وی در آن‌ها نقش داشته‌است، می‌توان به اسکینز و چیمریکا اشاره نمود.
نمایشنامهٔ چیمریکا از او، در ایران ترجمه و توسط دو ناشر مختلف، به بازار عرضه شده‌است.